# Campeonato Argentino de Básquet 2013
La edición 2013 del Campeonato Argentino de Selecciones fue la septuagésima novena edición de esta competencia nacional de mayores. Se inició el 16 de junio con el partido inaugural entre el local Entre Ríos, que se enfrentó al seleccionado de la provincia de Misiones.

## Modo de disputa
El torneo estuvo dividido en dos fases, la fase de grupos, donde participaron todos los equipos clasificados y la fase campeonato, donde participaron cuatro equipos clasificados de la anterior etapa.

### Fase de grupos
Los doce equipos se dividieron mediante sorteo en dos grupos de seis equipos cada uno. Los cuatro mejores de cada grupo, avanzaron a la fase campeonato.
- Grupo A: del 13 al 21 de junio en el "Gigante Verde", Concordia, Entre Ríos.
- Grupo B: del 13 al 21 de junio en el "Estadio Juan de Dios Obregón" Concordia, Entre Ríos.

### Fase permanencia
El sexto de cada grupo descendió de manera directa al "Campeonato Promocional".

### Fase campeonato
Clasificaron a esta fase los ubicados en la primera y segunda posición de cada grupo. Estos cuatro equipos jugaron semifinal y final. Los ubicados terceros y cuartos finalizaron su participación. De esta manera jugaron el 1° contra el 2° y así sucesivamente. Los perdedores finalizaron su participación.
- Semifinal: 22 de junio en el "Gigante Verde", Concordia, Entre Ríos.
- Final: 23 de junio en el "Gigante Verde", Concordia, Entre Ríos.

## Equipos participantes
Respecto a la edición pasada, los seleccionados que descendieron fueron reemplazados por el 1.º del "Promocional Norte" y el 1.º del "Promocional Sur".
| Grupo A          | Grupo B             |
| ---------------- | ------------------- |
| Entre Ríos       | Santa Fe            |
| Chaco            | Santiago del Estero |
| Corrientes       | Buenos Aires        |
| Córdoba          | Tucumán             |
| Misiones         | La Pampa            |
| Tierra del Fuego | Neuquén             |

## Fase de grupos

### Grupo A
| Equipo           | Pts | PJ | PG | PP | PF  | PC  | Dif  |
| ---------------- | --- | -- | -- | -- | --- | --- | ---- |
| Chaco            | 9   | 5  | 4  | 1  | 425 | 379 | 46   |
| Entre Ríos       | 9   | 5  | 4  | 1  | 403 | 331 | 72   |
| Corrientes       | 8   | 5  | 3  | 2  | 388 | 340 | 48   |
| Misiones         | 7   | 5  | 2  | 3  | 357 | 428 | -71  |
| Córdoba          | 7   | 5  | 2  | 3  | 343 | 371 | -28  |
| Tierra del Fuego | 5   | 5  | 0  | 5  | 315 | 419 | -104 |

|  |                                      |
|  | Clasificados a la fase campeonato.   |
|  | Finalizan su participación.          |
|  | Desciende al Campeonato Promocional. |

| 16 de junio, | Tierra del Fuego | 68–73 | Córdoba | Concordia                  |
|              |                  |       |         |                            |
|              |                  |       |         | Pabellón: El Gigante Verde |

| 16 de junio, | Corrientes | 82–79 | Chaco | Concordia                  |
|              |            |       |       |                            |
|              |            |       |       | Pabellón: El Gigante Verde |

| 16 de junio, | Entre Ríos | 84–62 | Misiones | Concordia                  |
|              |            |       |          |                            |
|              |            |       |          | Pabellón: El Gigante Verde |

| 17 de junio, | Entre Ríos | 83–62 | Tierra del Fuego | Concordia                  |
|              |            |       |                  |                            |
|              |            |       |                  | Pabellón: El Gigante Verde |

| 17 de junio, | Chaco | 95–89 | Misiones | Concordia                  |
|              |       |       |          |                            |
|              |       |       |          | Pabellón: El Gigante Verde |

| 17 de junio, | Córdoba | 73–69 | Corrientes | Concordia                  |
|              |         |       |            |                            |
|              |         |       |            | Pabellón: El Gigante Verde |

| 18 de junio, | Entre Ríos | 73–76 | Chaco | Concordia                  |
|              |            |       |       |                            |
|              |            |       |       | Pabellón: El Gigante Verde |

| 18 de junio, | Corrientes | 76–65 | Tierra del Fuego | Concordia                  |
|              |            |       |                  |                            |
|              |            |       |                  | Pabellón: El Gigante Verde |

| 18 de junio, | Misiones | 63–55 | Córdoba | Concordia                  |
|              |          |       |         |                            |
|              |          |       |         | Pabellón: El Gigante Verde |

| 19 de junio, | Entre Ríos | 72–67 | Corrientes | Concordia                  |
|              |            |       |            |                            |
|              |            |       |            | Pabellón: El Gigante Verde |

| 19 de junio, | Misiones | 92–63 | Tierra del Fuego | Concordia                  |
|              |          |       |                  |                            |
|              |          |       |                  | Pabellón: El Gigante Verde |

| 19 de junio, | Chaco | 80–78 | Córdoba | Concordia                  |
|              |       |       |         |                            |
|              |       |       |         | Pabellón: El Gigante Verde |

| 20 de junio, | Entre Ríos | 91–64 | Córdoba | Concordia                  |
|              |            |       |         |                            |
|              |            |       |         | Pabellón: El Gigante Verde |

| 20 de junio, | Chaco | 95–57 | Tierra del Fuego | Concordia                  |
|              |       |       |                  |                            |
|              |       |       |                  | Pabellón: El Gigante Verde |

| 20 de junio, | Misiones | 51–94 | Corrientes | Concordia                  |
|              |          |       |            |                            |
|              |          |       |            | Pabellón: El Gigante Verde |

### Grupo B
| Equipo              | Pts | PJ | PG | PP | PF  | PC  | Dif |
| ------------------- | --- | -- | -- | -- | --- | --- | --- |
| Santa Fe            | 10  | 5  | 5  | 0  | 407 | 358 | 49  |
| Santiago del Estero | 9   | 5  | 4  | 1  | 393 | 327 | 66  |
| Tucumán             | 7   | 5  | 2  | 3  | 366 | 397 | -31 |
| Buenos Aires        | 7   | 5  | 2  | 3  | 397 | 383 | 14  |
| La Pampa            | 6   | 5  | 1  | 4  | 362 | 434 | -72 |
| Neuquén             | 6   | 5  | 1  | 4  | 361 | 379 | -18 |

|  |                                      |
|  | Clasificados a la fase campeonato.   |
|  | Finalizan su participación.          |
|  | Desciende al Campeonato Promocional. |

| 16 de junio, | Santiago del Estero | 79–57 | La Pampa | Concordia                              |
|              |                     |       |          |                                        |
|              |                     |       |          | Pabellón: Estadio Juan de Dios Obregón |

| 16 de junio, | Buenos Aires | 80–72 | Neuquén | Concordia                              |
|              |              |       |         |                                        |
|              |              |       |         | Pabellón: Estadio Juan de Dios Obregón |

| 16 de junio, | Tucumán | 70–79 | Santa Fe | Concordia                              |
|              |         |       |          |                                        |
|              |         |       |          | Pabellón: Estadio Juan de Dios Obregón |

| 17 de junio, | Neuquén | 72–75 | La Pampa | Concordia                              |
|              |         |       |          |                                        |
|              |         |       |          | Pabellón: Estadio Juan de Dios Obregón |

| 17 de junio, | Tucumán | 54–83 | Santiago del Estero | Concordia                              |
|              |         |       |                     |                                        |
|              |         |       |                     | Pabellón: Estadio Juan de Dios Obregón |

| 17 de junio, | Santa Fe | 86–84 | Buenos Aires | Concordia                              |
|              |          |       |              |                                        |
|              |          |       |              | Pabellón: Estadio Juan de Dios Obregón |

| 18 de junio, | Santiago del Estero | 76–65 | Neuquén | Concordia                              |
|              |                     |       |         |                                        |
|              |                     |       |         | Pabellón: Estadio Juan de Dios Obregón |

| 18 de junio, | Buenos Aires | 60–75 | Tucumán | Concordia                              |
|              |              |       |         |                                        |
|              |              |       |         | Pabellón: Estadio Juan de Dios Obregón |

| 18 de junio, | La Pampa | 75–97 | Santa Fe | Concordia                              |
|              |          |       |          |                                        |
|              |          |       |          | Pabellón: Estadio Juan de Dios Obregón |

| 19 de junio, | Tucuman | 92–84 | La Pampa | Concordia                              |
|              |         |       |          |                                        |
|              |         |       |          | Pabellón: Estadio Juan de Dios Obregón |

| 19 de junio, | Santa Fe | 73–61 | Neuquén | Concordia                              |
|              |          |       |         |                                        |
|              |          |       |         | Pabellón: Estadio Juan de Dios Obregón |

| 19 de junio, | Santiago del Estero | 87–79 | Buenos Aires | Concordia                              |
|              |                     |       |              |                                        |
|              |                     |       |              | Pabellón: Estadio Juan de Dios Obregón |

| 20 de junio, | Neuquén | 91–75 | Tucumán | Concordia                              |
|              |         |       |         |                                        |
|              |         |       |         | Pabellón: Estadio Juan de Dios Obregón |

| 20 de junio, | La Pampa | 71–94 | Buenos Aires | Concordia                              |
|              |          |       |              |                                        |
|              |          |       |              | Pabellón: Estadio Juan de Dios Obregón |

| 20 de junio, | Santiago del Estero | 68–72 | Santa Fe | Concordia                              |
|              |                     |       |          |                                        |
|              |                     |       |          | Pabellón: Estadio Juan de Dios Obregón |

## Tabla de posiciones
| Equipo | Equipo              | Pts | PJ | PG | PP | Dif  |
| ------ | ------------------- | --- | -- | -- | -- | ---- |
| 1.º    | Santa Fe            | 10  | 5  | 5  | 0  | 49   |
| 2.º    | Santiago del Estero | 9   | 5  | 4  | 1  | 66   |
| 3.º    | Chaco               | 9   | 5  | 4  | 1  | 46   |
| 4.º    | Entre Ríos          | 9   | 5  | 4  | 1  | 72   |
| 5.º    | Corrientes          | 8   | 5  | 3  | 2  | 48   |
| 6.º    | Tucumán             | 7   | 5  | 2  | 3  | -31  |
| 7.º    | Buenos Aires        | 7   | 5  | 2  | 3  | 14   |
| 8.º    | Misiones            | 7   | 5  | 2  | 3  | -71  |
| 9.º    | Córdoba             | 7   | 5  | 2  | 3  | -28  |
| 10.º   | La Pampa            | 6   | 5  | 1  | 4  | -72  |
| 11.º   | Neuquén             | 6   | 5  | 1  | 4  | -18  |
| 12.º   | Tierra del Fuego    | 5   | 5  | 0  | 5  | -104 |

|  |                                       |
|  | Clasificados a la fase campeonato.    |
|  | Finalizan su participación.           |
|  | Descienden al Campeonato Promocional. |

## Fase campeonato
Esta etapa final concentró a los primeros de los dos grupos que integraron la fase de grupos de esta edición del torneo. La sede donde se llevó a cabo fue el "Estadio Gigante Verde", de la ciudad de Concordia, el cual albergó los cruces de las semifinales y la final los días 22 y 23 de junio.
El campeón de esta edición fue el seleccionado de la provincia de Entre Ríos, que ganó de esta manera su séptimo título en la historia de esta competición nacional de mayores.
El MVP del certamen fue Sebastián Vega de Entre Ríos quien en el partido final anotó 19 puntos y atrapó 4 rebotes.
|  | Semifinal           | Semifinal |            |       | Final | Final |  |
|  |                     |           |            |       |       |       |  |
|  |                     |           |            |       |       |       |  |
|  | Santa Fe            | 50        |            |       |       |       |  |
|  | Santa Fe            | 50        |            |       |       |       |  |
|  | Entre Ríos          | 71        |            |       |       |       |  |
|  | Entre Ríos          | 71        |            | Chaco | 69    |       |  |
|  |                     |           |            | Chaco | 69    |       |  |
|  |                     |           | Entre Ríos | 80    |       |       |  |
|  | Chaco               | 85        | Entre Ríos | 80    |       |       |  |
|  | Chaco               | 85        |            |       |       |       |  |
|  | Santiago del Estero | 63        |            |       |       |       |  |
|  | Santiago del Estero | 63        |            |       |       |       |  |
|  |                     |           |            |       |       |       |  |

### Semifinal
| 22 de junio, 19:00 | Santa Fe | 50–71   | Entre Ríos | Concordia                  |  |
|                    |          |         |            |                            |  |
|                    |          | Reporte |            | Pabellón: El Gigante Verde |  |

| 22 de junio, 21:00 | Chaco | 85–63   | Santiago del Estero | Concordia                  |  |
|                    |       |         |                     |                            |  |
|                    |       | Reporte |                     | Pabellón: El Gigante Verde |  |

### Tercer puesto
| 23 de junio, 19:00 | Santa Fe | 76–75 | Santiago del Estero | Concordia                  |
|                    |          |       |                     |                            |
|                    |          |       |                     | Pabellón: El Gigante Verde |

### Final
| 23 de junio, 21:00 | Chaco                                 | 69–80   | Entre Ríos | Concordia                  |  |
|                    | Parciales: 16-25, 14-19, 16-15, 23-21 |         |            |                            |  |
|                    |                                       | Reporte |            | Pabellón: El Gigante Verde |  |

Entre Ríos

Campeón

Séptimo título

## Plantel campeón
Referencia: Pickandroll.
- Adrián Forastieri
- Eduardo Villares
- Sebastián Vega
- Daniel Hure
- Alejandro Zilli
- Pablo Jaworski
- Luciano González
- Jeremías Acosta
- Nicolás Agasse
- Nicolás Lauría
- Facundo Mendoza

Entrenador: Martín Amden.